# Airole
Airole (Airöe in ligure) è un comune italiano di 370 abitanti della provincia di Imperia in Liguria.

## Geografia fisica

### Territorio
Il paese è situato nella bassa val Roia, nell'entroterra della provincia di Imperia, vicino alle sponde del fiume Roia (che sfocia poi a Ventimiglia) e si trova a circa 10 km dalla costa.
La zona adiacente al monte Abellio (1.016 m) e al monte Colombin (1.088 m) - compresa tra i comuni di Airole, Dolceacqua, Rocchetta Nervina e il confine italo-francese - è stata proposta dalla Rete Natura 2000 della Liguria alla commissione della Comunità Europea come sito di interesse comunitario. Tra le caratteristiche geologiche del sito è segnalata una prevalenza di zone calcaree, arenarie e marne; in campo faunistico è stata accertata la presenza quasi eccezionale del camoscio - in un ambiente già di tipo mediterraneo - mentre per la flora specie di genziana ligure, il fiordaliso ovoide, la primula impolverata, orchidee e vaste aree di ginepri rossi.
Tra le vette del territorio, al confine amministrativo con Dolceacqua, il monte Abelliotto (899 m).

## Origini del nome
Il toponimo Airole ha una derivazione incerta, dovuta al fatto che non esistono documenti storici al riguardo. Sono state fatte, però, alcune supposizioni derivanti dal clima del borgo arioso, dagli aironi o più fantasiose, come la presenza di uno stregone di nome Airone. Secondo altri studi il toponimo locale deriverebbe dalla parola areola, diminutivo di ajra, col significato di "piccola aia".

## Storia

### Percorso storico

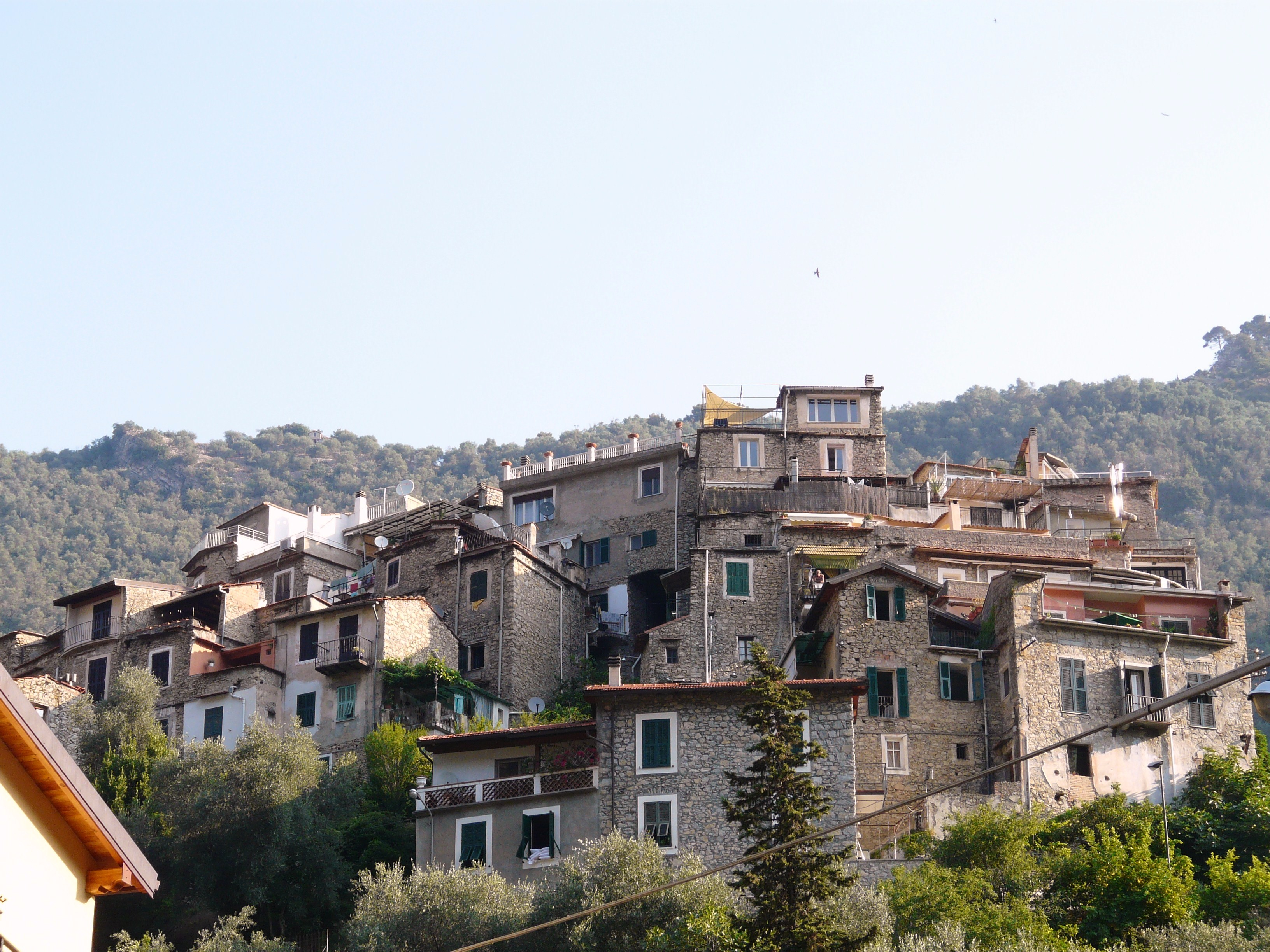
Scorcio del borgo airolese

Nel X secolo i conti di Ventimiglia assegnarono il territorio di Airole come priorato benedettino proprio ai monaci di Lerino. La coltivazione dell'ulivo, soprattutto oliva taggiasca, si diffuse quindi per opera dei monaci benedettini. La costruzione di frantoi impose insediamenti lungo le acque dei torrenti dove potessero essere impiantati mulini ad acqua.
Nonostante la più antica testimonianza e menzione del borgo di Airole risalga al 954 - nel particolare viene citato un vassallo del conte di Ventimiglia Guido Guerra, Curlo Targanigra del borgo di Eyrole - la prima citazione documentata è datata al 25 gennaio 1273 quando alcune terre e pertinenze del borgo airolese vengono donate dal nobile ventimigliese Folco Curlo al priore Raimondo della certosa di Pesio, nel cuneese.
Dal XIII al XIV secolo i monaci certosini fecero di questo territorio luogo di deposito del sale prodotto e commercializzato tra la costa ligure e il Piemonte, ma allo stesso tempo concessero al Comune di Ventimiglia, in cambio di un annuale censo da corrispondere alla certosa di Pesio, lo sfruttamento del luogo quale zona di pascolo dei greggi. Già negli interessi espansionistici del comune intemelio, solamente nel corso del 1434 i monaci acconsentirono alla cessione di questa porzione di Airole per la sopravvenuta occasione di quest'ultimi nel rilevare alcune terre presso Torre dei Pagani, nei dintorni di Cuneo e più vicino alla certosa di Pesio. Fu il priore del monastero ed esponente della famiglia comitale dei Ventimiglia Manuele Lascaris che per conto dei monaci avviò il 26 luglio 1434 le trattative di vendita con il Comune, poi definitivamente redatte il 7 dicembre 1435 tra le parti presso la loggia comunale di Ventimiglia, alla presenza del priore del monastero di San Michele di Ventimiglia e dello stesso Lascaris, per la somma pattuita di 150 fiorini d'oro.

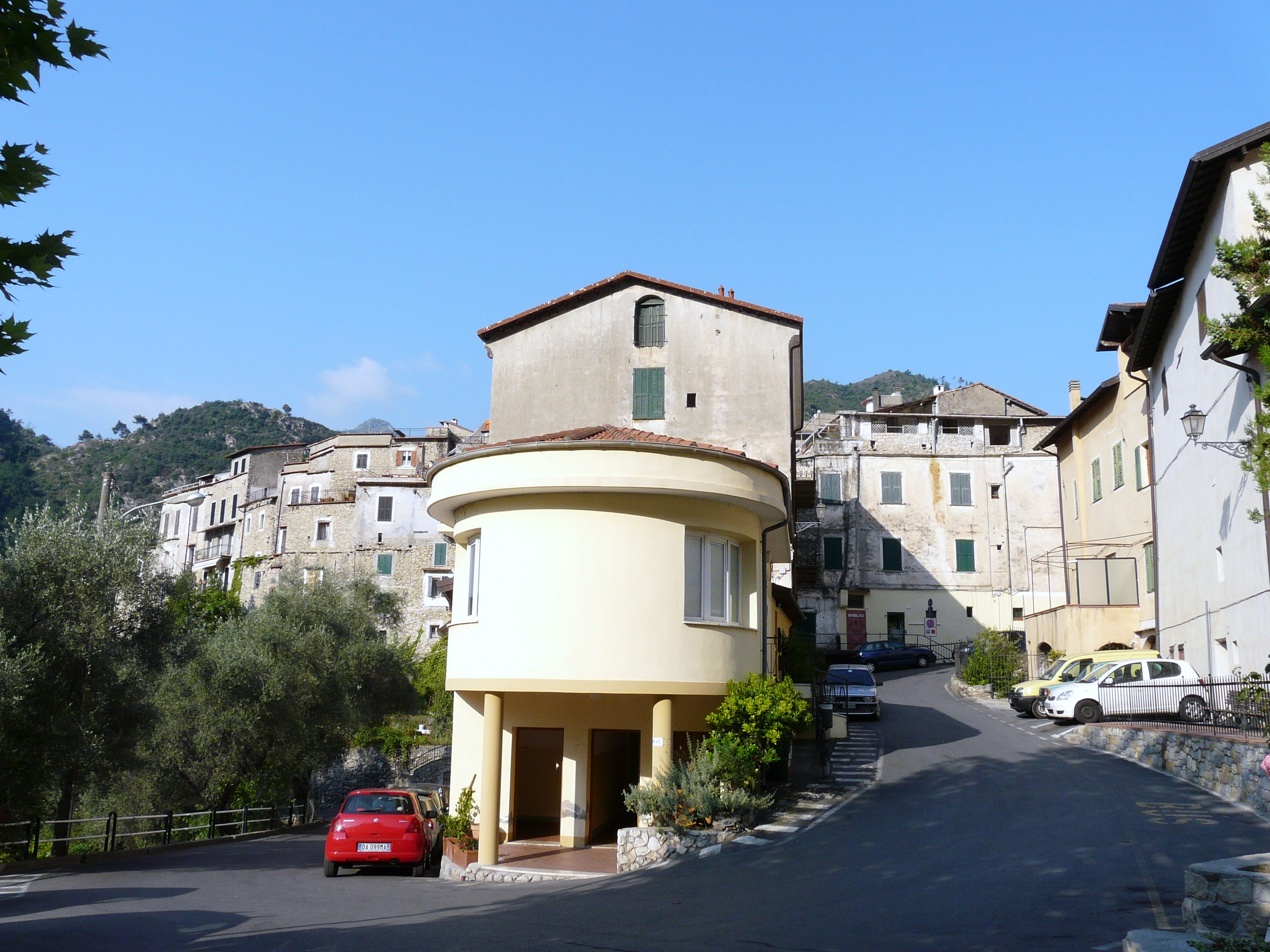
Scorcio del borgo airolese

Nel 1498 il parlamento della Magnifica Comunità di Ventimiglia fece donazione di terre a tredici capi di casa provenienti da paesi del circondario, affinché ivi costruissero le loro abitazioni e vi andassero a vivere con le loro famiglie. Nel patto si stabilì che i nuovi abitanti del luogo pagassero un soldo annuo alla città per queste terre, con obbligo di poterle alienare soltanto a persone del luogo. In un atto datato al 6 aprile 1504 viene menzionato per la prima volta il termine comunità di Airole, e la successiva nomina dei primi due consoli airolesi, mentre al 1510 risale la completa assegnazione del venticinquesimo e ultimo lotto di terra del nascente nucleo airolese che nel corso dei decenni successivi proseguì con la "colonizzazione" del territorio; un'autonomia che venne però sempre controllata giuridicamente da Ventimiglia con la nomina diretta dei vari consoli di Airole tramite votazione esclusiva del parlamento intemelio. E come i rappresentanti ventimigliesi, anche il borgo airolese e i diciannove capifamiglia prestarono giuramento, nel 1514, al Banco di San Giorgio. Nel 1588 alla figura dei consoli furono affiancati i cosiddetti "Boni viri" nella gestione dell'amministrazione pubblica. Per tutto il XVI secolo la comunità di Airole crebbe prosperosa tra aumento della popolazione e della locale economia tanto che, oltre alla richiesta di edificazione di una nuova chiesa parrocchiale in paese, e di un mulino per la macinatura in loco del grano (1529), il podestà di Ventimiglia diede incarico nel 1545 ai locali Michele Bono e Agostino Lansono di valutare una possibilità espansione delle terre airolesi coltivabili lungo il torrente Bevera. Al censimento del 1561, eseguito dal governo della Repubblica di Genova, i "fuochi" (nuclei familiari) di Airole risultarono 43 per un totale stimato di circa 210 persone. In questo secolo non mancarono inoltre liti e contrasti con la stessa Ventimiglia (legata soprattutto al mancato pagamento di alcune imposte) e contro la comunità di Penna, soprattutto per aree destinate ai pascoli, che vide nel 1585 l'intervento del parlamento intemelio al fine di redimere i dissidi tra le due comunità della valle.
Nel secolo successivo continuò l'espansione del borgo di Airole con la costruzione di nuove abitazioni, architetture religiose, nuovi mulini e frantoi, nuove coltivazioni e un sempre più maggiore sviluppo dell'olivicoltura, una più efficiente cinta muraria a scopi difensivi e delle varie arterie e vie di comunicazioni; tale sviluppo demografico ed economico caratterizzò anche il primo cinquantennio del XVIII secolo. In questo periodo storico il borgo airolese patì, però, anche fatti bellici come il rovinoso passaggio delle truppe franco-spagnole nel 1747 (in questo frangente fu distrutto il cinquecentesco ponte costruito sul fiume Roia, poi ricostruito dagli abitanti nel 1754) e, l'anno successivo, il saccheggio perpetrato da 250 soldati provenienti dagli accampamenti di Penna, Olivetta e Bevera che mise a ferro e fuoco la comunità. Nonostante gli eventi tragici, il borgo continuò la sua crescita demografica che alla data del 1768 risultò di ben 777 abitanti; nel 1790 la costruzione della prima fontana pubblica - la cosiddetta "a Pila" - nella piazza antistante la parrocchiale airolese dei Santi Filippo e Giacomo portò ad un ulteriore sviluppo del paese.

Il dipartimento della Alpi Marittime nel 1805, con Airole (in arancione) nel cantone di Ventimiglia.

Territorio che dopo l'approvazione del parlamento di Ventimiglia, a sua volta dietro concessione del Senato genovese, fu esteso sul finire del XVIII secolo con la costruzione di nuove abitazioni nelle località di Piani, Teira e Giardino e ancora un miglioramento delle arterie principali di Airole capoluogo.
Il secolare rapporto amministrativo tra il borgo e Ventimiglia venne rescisso con gli eventi napoleonici di fine Settecento quando, dopo la caduta della Repubblica di Genova, e la conseguente proclamazione della Repubblica Ligure (1797), la nomina di due provvisori agenti municipali sostituirono ad Airole la figura storica dei consoli allo scopo di traghettare il borgo all'indipendenza comunale. Municipalità che fu definitivamente sancita il 16 giugno 1798 con la proclamazione del comune di Airole e la nomina di Giacomo Viale e Carlo Maria Trucchi quali agenti municipali. Amministrativamente fece parte del IX cantone di Ventimiglia nella Giurisdizione delle Palme e dal 1803 centro principale del X cantone delle Palme nella Giurisdizione degli Ulivi. Annesso al Primo Impero francese, dal 13 giugno 1805 al 1814 venne inserito nel Dipartimento delle Alpi Marittime. Nel 1805 è menzionata negli archivi la visita pastorale ad Airole del vescovo di Ventimiglia Gerolamo Orengo.
Nel 1815 il territorio fu inglobato nel Regno di Sardegna, così come stabilì il Congresso di Vienna del 1814, mentre al 12 agosto 1820 risale la ratificazione dei nuovi confini comunali tra i due municipi di Airole e Ventimiglia. Dal 1861 fu annesso al Regno d'Italia. Un nuovo sviluppo urbanistico interessò il territorio nei decenni successivi, con il miglioramento della principale arteria stradale nel 1881. Già interessato da un movimento sismico il 26 maggio 1831, il paese subì gravi danni nel terremoto di Diano Marina del 1887. Dal 1859 al 1926 il territorio fu compreso nel VIII mandamento di Ventimiglia del circondario di Sanremo facente parte della provincia di Nizza (poi provincia di Porto Maurizio e, dal 1923, di Imperia).
Interessato sul finire dell'Ottocento da un tentativo di industrializzazione del territorio da parte della Società Italiana del Rame, progetto poi abbandonato per il fallimento della stessa società, la costruzione di una centrale idroelettrica fu invece portata a termine nel 1907 e migliorata nel 1935 con l'installazione di nuove turbine. Con lo scoppio della seconda guerra mondiale, e la conseguente ostilità con la vicina Francia, la popolazione airolese fu fatta sfollare nel comune alessandrino di Basaluzzo e solo con la firma dell'armistizio dell'8 settembre 1943 poté far ritorno al paese d'origine. All'occupazione del territorio da parte dei soldati tedeschi, che provocò un nuovo abbandono del paese di buona parte della popolazione, oltre alla distruzione di alcuni edifici e della centrale idroelettrica, seguì quella francese nel maggio 1945 che sottopose Airole ad un'amministrazione militare guidata dal sindaco Vincenzo Molinari. Solamente con il termine del conflitto, e il ritorno del paese all'amministrazione italiana, il territorio poté ritornare ad una graduale normalità sociale ed economica e con il ripristino dei vari collegamenti viari e ferroviari. Nell'aprile del 1995 Airole fu colpita ancora da una scossa di terremoto.
Dal 1973 al 30 aprile 2011 ha fatto parte della Comunità montana Intemelia, quest'ultima soppressa con la Legge Regionale nº 23 del 29 dicembre 2010 e in vigore dal 1º maggio 2011.

### Simboli
Stemma
Gonfalone
Lo stemma e il gonfalone sono stati concessi con decreto del presidente della Repubblica del 2 aprile 1955.

## Monumenti e luoghi d'interesse

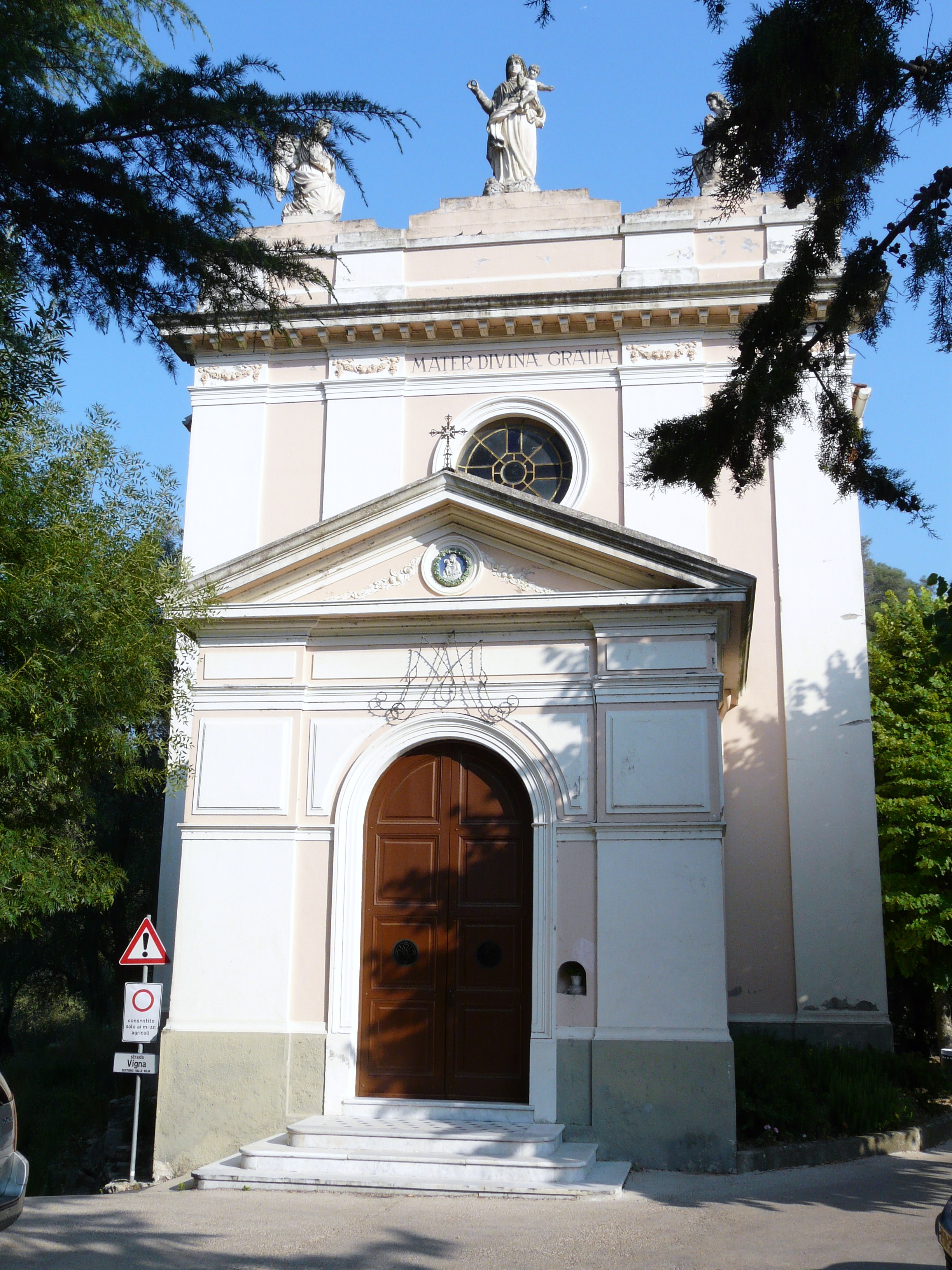
Il santuario di Nostra Signora delle Grazie poco fuori dal centro storico airolese

### Architetture religiose
- Santuario di Nostra Signora delle Grazie. Il santuario mariano è situato a pochi chilometri dal paese di Airole su un promontorio circondato da oliveti.
- Chiesa parrocchiale dei Santi Filippo e Giacomo. La parrocchiale di Airole fu nei secoli più volte ampliata e rimaneggiata fino al definitivo stile barocco negli anni 1757-1759. Divisa in tre navate, custodisce pregiati affreschi dei pittori Carlo e Luigi Morgari del XX secolo e un organo del 1837 di Carlo Giuliani.
- Ex oratorio di San Giovanni Battista, nei pressi della parrocchiale di Airole. L'edificio fu voluto su commissione della Compagnia dei Disciplinanti[7] e l'opera di edificazione avvenne tra il 1655 e il 1657[7]; fu il rettore della parrocchiale dei Santi Filippo e Giacomo Giovanni Andrea Stretti, coadiuvato dal rettore Giovanni Cottalorda della comunità di Penna e dal cappellano Paolo Aiperto, a benedire il nuovo luogo di culto il 24 marzo 1657[7]. Ancora aperto al culto religioso sino al 1955[7], l'oratorio venne successivamente chiuso e poi convertito in sala a disposizione della parrocchia di Airole. Del luogo di culto vi si conserva ancora, se pur nascosto da una sottile parete di mattoni, l'altare maggiore che probabilmente fu rifatto nel corso del Settecento[7].
- Cappella di San Bernardo, situata a mezza via sulla strada che collegava anticamente il capoluogo con la frazione di Collabassa. L'edificio è datato al 1650[7] e fu edificato su iniziativa del capitano Lorenzo Biancheri e da un gruppo di proprietari terrieri del luogo. La cappella è stata danneggiata dal sisma del 1995[7], che provocò il crollo del tempietto datato al Seicento.
- Cappella di San Giuseppe. Menzionata nel 1560[7], fu probabilmente distrutta negli eventi bellici del 1744-1748[7] o, forse, demolita nel corso del XX secolo per far posto alla nuova centrale idroelettrica[7].
- Chiesa parrocchiale di San Clemente nella frazione di Collabassa, risalente tra il XVII e il XVIII secolo.
- Chiesetta dell'Immacolata Concezione nella frazione di Collabassa.

### Architetture civili

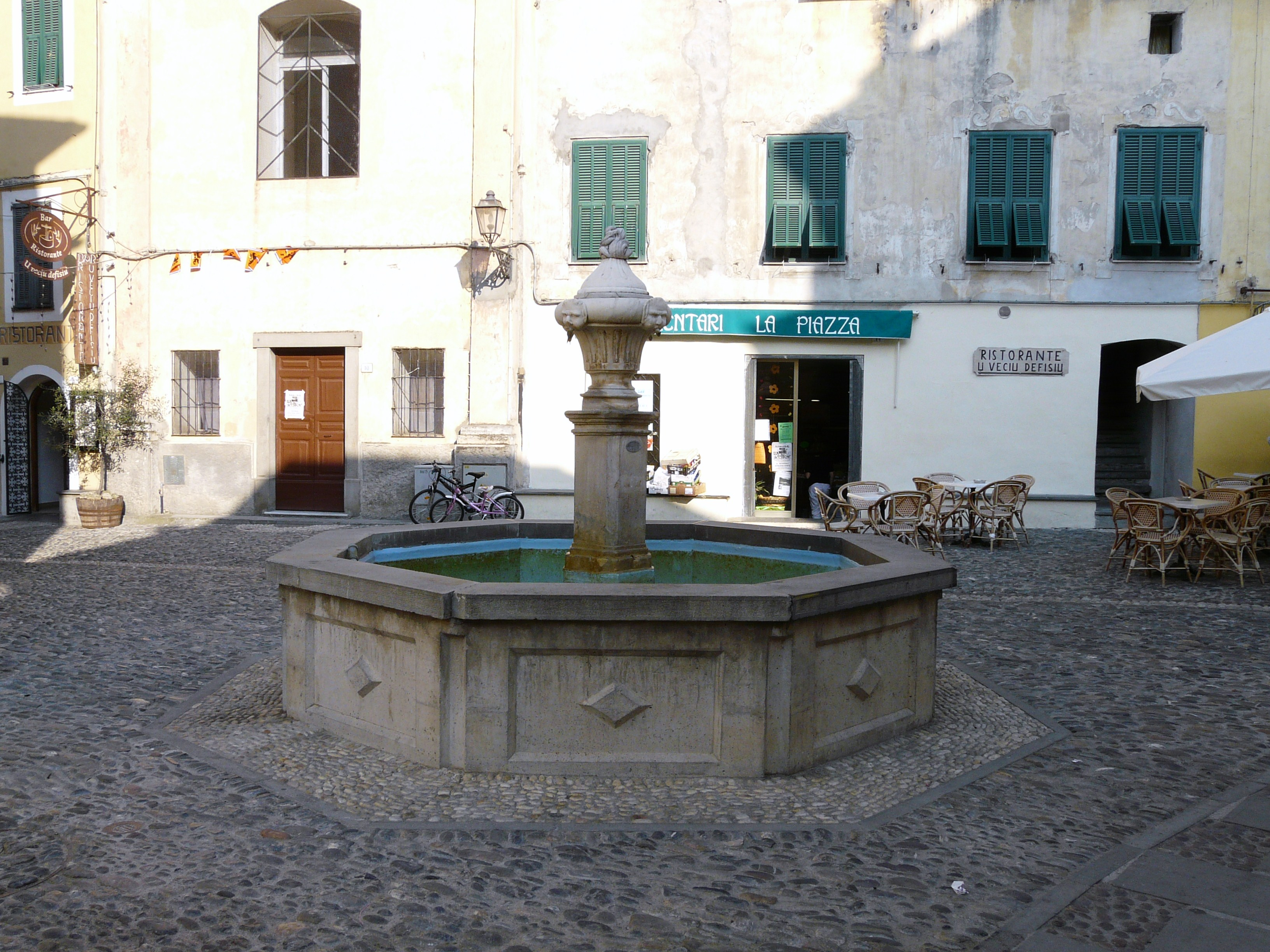
Fontana nella piazza antistante la parrocchiale di Airole

Nella piazza principale del paese, posta di fronte alla parrocchiale dei Santi Filippo e Giacomo, è presente la fontana - detta "la Pila" - con montature e tracce della precedente struttura del XIX secolo.
Nei pressi della frazione di Collabassa è presente l'antico ponte in pietra - ad unica arcata - attraversante il fiume Roia; fino alla metà del XX secolo fu l'unica via di comunicazione per raggiungere la frazione airolese.

### Architetture militari
Nel territorio airolese sono ancora oggi presenti tre antiche torri di avvistamento: la torre d'Olivè, la torre del Vio e la torre delle Garbae. Non si conosce l'esatta datazione di tali edifici, ma alcuni studi storici localizzano la loro edificazione posteriormente al XVI secolo.
Erette, come suggerisce la loro ubicazione ad oriente del fiume Roia, principalmente a scopo difensivo o di segnalazione furono inoltre usate dai pastori di Briga e Tenda - oggi entrambe le località in territorio francese - come ricovero del bestiame durante il periodo invernale.
La torre del Vio - posta sul torrente omonimo - fu eretta molto probabilmente nei primi decenni del XVII secolo in contemporanea con la costruzione della strada carrozzabile tra Airole e Fanghetto (Olivetta San Michele). Posta su due piani e con un pozzo per la raccolta dell'acqua piovana, è citato in un atto di donazione del 1653 - col nome di Chà - di Lorenzo Biancheri fu Batta all'oratorio dei Disciplinanti. La torre delle Garbae, costruita anch'essa su due piani, risulta invece in totale abbandono.
Costruita unicamente per uso militare è la torre d'Olivè, la meglio conservata delle tre torri, su tre piani di eguali dimensioni.
Oramai incorporata tra le abitazioni del borgo storico del paese, la torre d'Airole fu costruita nell'antico quartiere detto "della Riva" - oggi conosciuto come "Affondin" - e come le altre torri del territorio era risalente al XVI secolo o inizio del secolo successivo.
Un documento del 1615 cita la struttura - denominata anche "Casa della Torre" - in occasione della visita della famiglia Guglielmi da Vallebona dove risiedettero in una stanza interna offerta dallo zio Amedeo Biancheri. Nel 1644 fu danneggiata da un terremoto e in seguito circondata da altre case dando vita ad un quartiere - "Quartiere della Torre" - esistente fino al XIX secolo. La struttura dell'antico edificio è ancora ben distinguibile dal resto delle abitazioni.
Durante gli anni che precedettero la seconda guerra mondiale attorno al monte Pozzo, al confine sud del territorio comunale, fu realizzato un caposaldo del I Settore di Copertura Bassa Roja del Vallo Alpino. La strada militare di servizio alla fortificazioni e alcuni bunker sono tuttora identificabili.

## Società

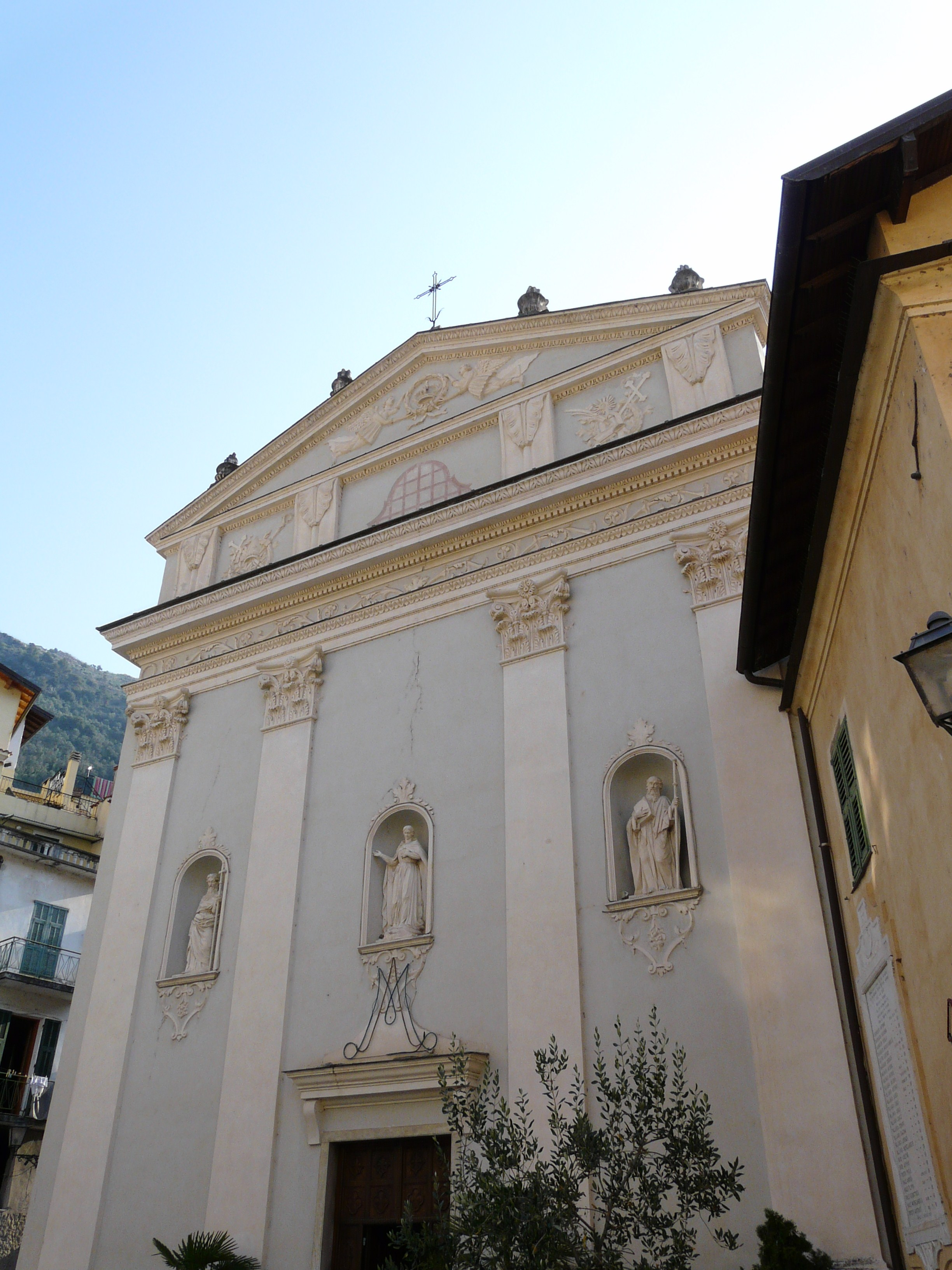
La chiesa parrocchiale dei Santi Filippo e Giacomo ad Airole

### Evoluzione demografica
Abitanti censiti

### Etnie e minoranze straniere
Secondo i dati Istat al 31 dicembre 2019, i cittadini stranieri residenti ad Airole sono 102, così suddivisi per nazionalità, elencando per le presenze più significative:
1. Paesi Bassi, 27

### Istituzioni, enti e associazioni

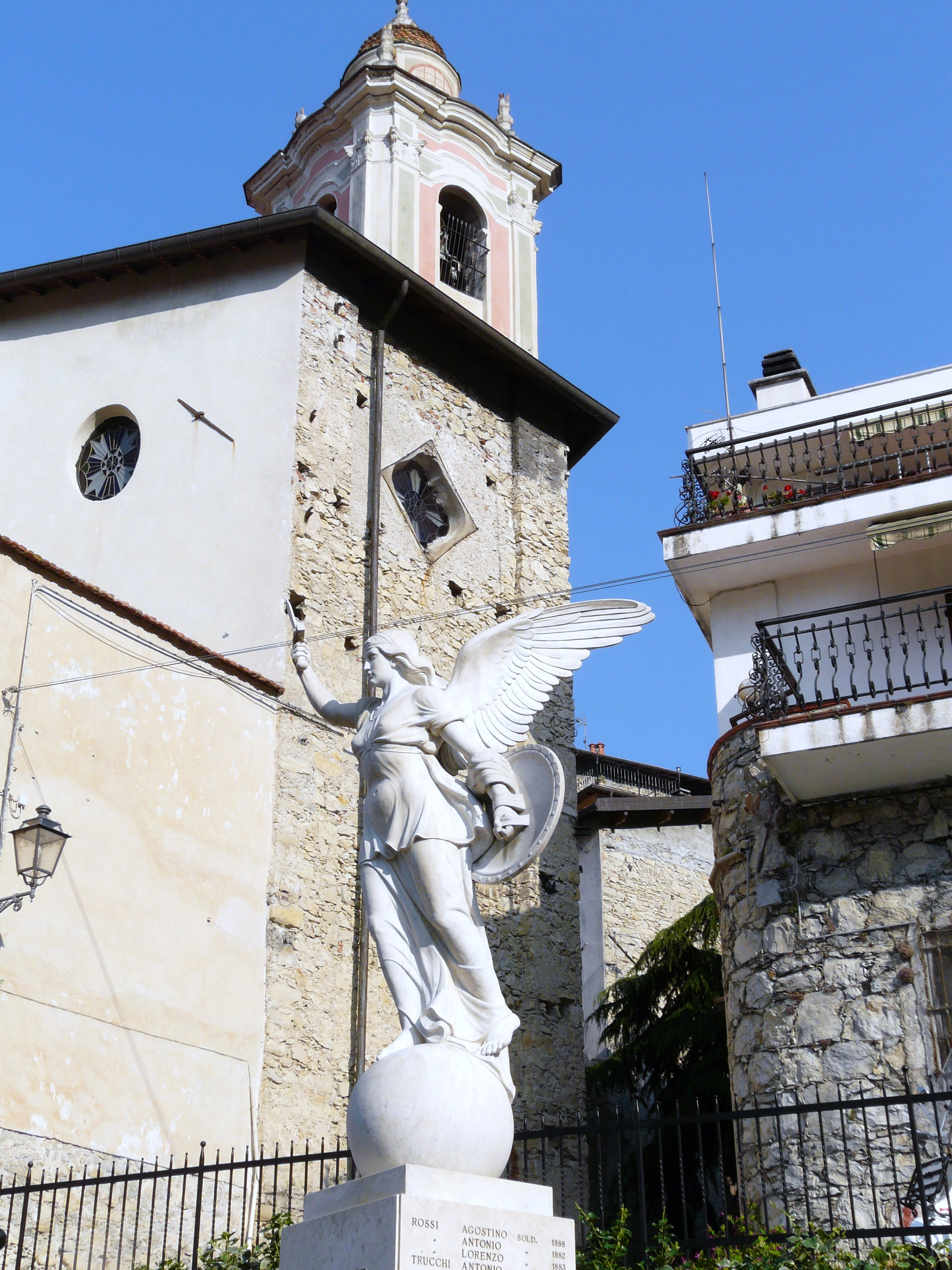
Il monumento ai caduti di Airole

- Associazione Culturale "A Foeglia de Brügu"[17]. Nata recentemente si propone nelle valorizzazioni storiche-culturali del paese e delle valli circostanti.

### Qualità della vita
Il comune è stato insignito della Bandiera arancione dal Touring Club Italiano.

## Cultura

### Musei
- Museo della Civiltà dell'Olivo.

### Cucina
Oltre ai noti piatti della cucina ligure vi sono particolari prodotti gastronomici esclusivi del paese quale il ciuciulo - un insaccato a base di sanguinaccio, insaporito con erbe varie e cipolle - e una torta dolce chiamata localmente "pastà" con nocciole, pinoli e mentine.
Altre specialità del luogo sono il condiglione sulla brace - una grigliata mista di verdure unita al merluzzo - e le foglie di verza ripiene di riso detti "capui".

### Eventi
A fine maggio viene organizzata lungo l'antico percorso della strada del sale la "Marcia Internazionale della Val Roia"; il percorso è lungo 15 chilometri passando dal valico di Fanghetto da Airole a Breil-sur-Roya e viceversa.

## Geografia antropica

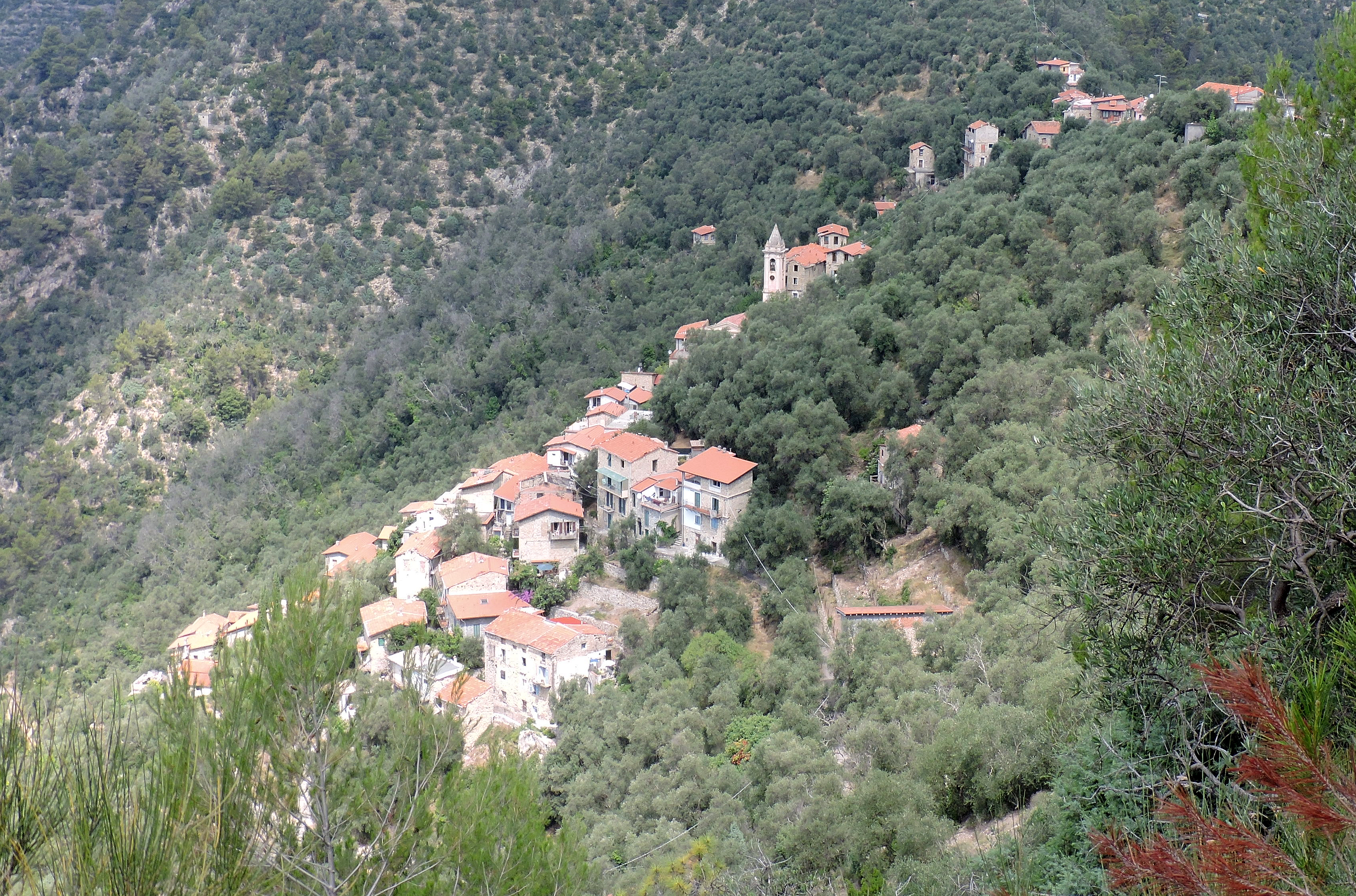
Panorama della frazione di Collabassa

Il territorio comunale è costituito, oltre al capoluogo, dalle borgate di case Noceire e di case Giauma e dalla frazione di Collabassa per una superficie territoriale di 14,63 km².
Confina a nord con il comune francese di Breil-sur-Roya, a sud con Ventimiglia, ad ovest con Olivetta San Michele e ad est con Dolceacqua e Ventimiglia.

### Frazioni
Il territorio comunale di Airole comprende l'unica frazione di Collabassa dove a partire dal 1720 cominciarono a risiedere le prime famiglie: i Pallanca e i Biancheri. La fondazione del borgo fu legata alla coltivazione delle terre circostanti - dette dell'Avaudorino, del Bosco e Colla d'Orso - e proprio a metà strada tra quest'ultima terra e il torrente Bevera si costruirono le prime abitazioni.
La località fino al 1957 fu interessata dalla totale mancanza d'acqua, sopperita con la costruzione da parte degli abitanti di cisterne per la raccolta dell'acqua piovana dai tetti delle case; dal 1957 un acquedotto fornisce l'acqua potabile dal vallone della Vignassa. La locale chiesa è dedicata a san Clemente, patrono della frazione festeggiato il 23 novembre. Ha 54 abitanti.

## Economia
Si basa principalmente sull'attività agricola specie nella coltivazione degli oliveti da cui si ricava olio extravergine di oliva.

## Infrastrutture e trasporti

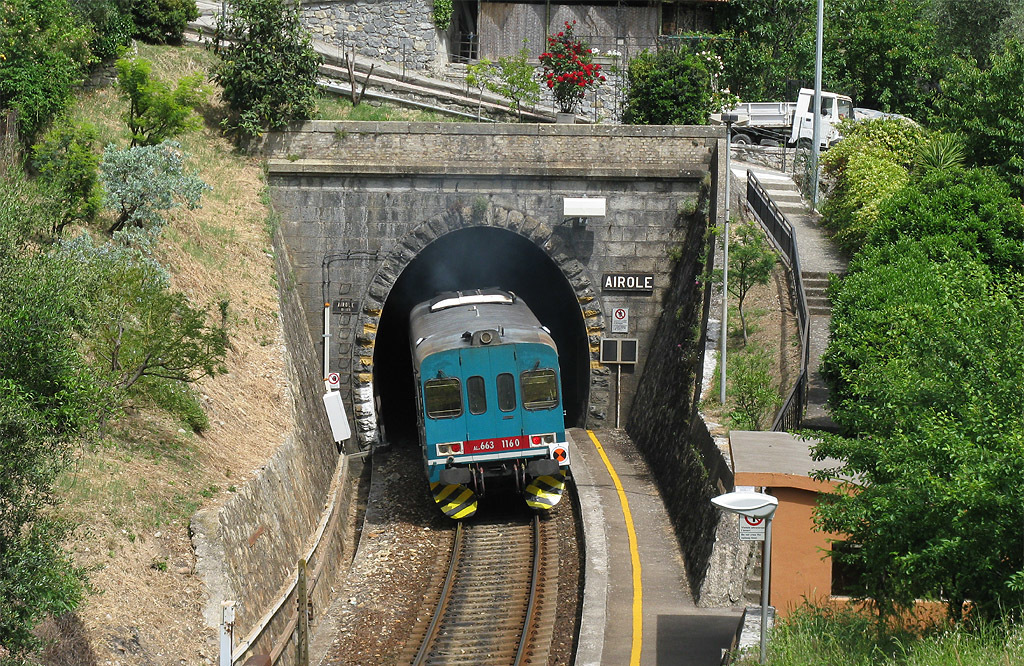
La stazione di Airole

### Strade
Il territorio di Airole è attraversato principalmente dalla strada statale 20 del Colle di Tenda e di Valle Roja, che permette il collegamento stradale con Olivetta San Michele, a nord, e Ventimiglia a sud.

### Ferrovie
Airole è dotata di una propria fermata sulla linea ferroviaria Cuneo-Limone-Ventimiglia, servita anche da treni diretti per Torino e Arma di Taggia. La fermata, a pochi passi dal centro del paese, è stata attivata nel 1979, al momento della riapertura della linea, in sostituzione della vecchia stazione posta a nord a maggiore distanza dall'abitato (ancora attiva come posto di movimento per l'incrocio dei treni, non effettua servizio viaggiatori).

## Amministrazione

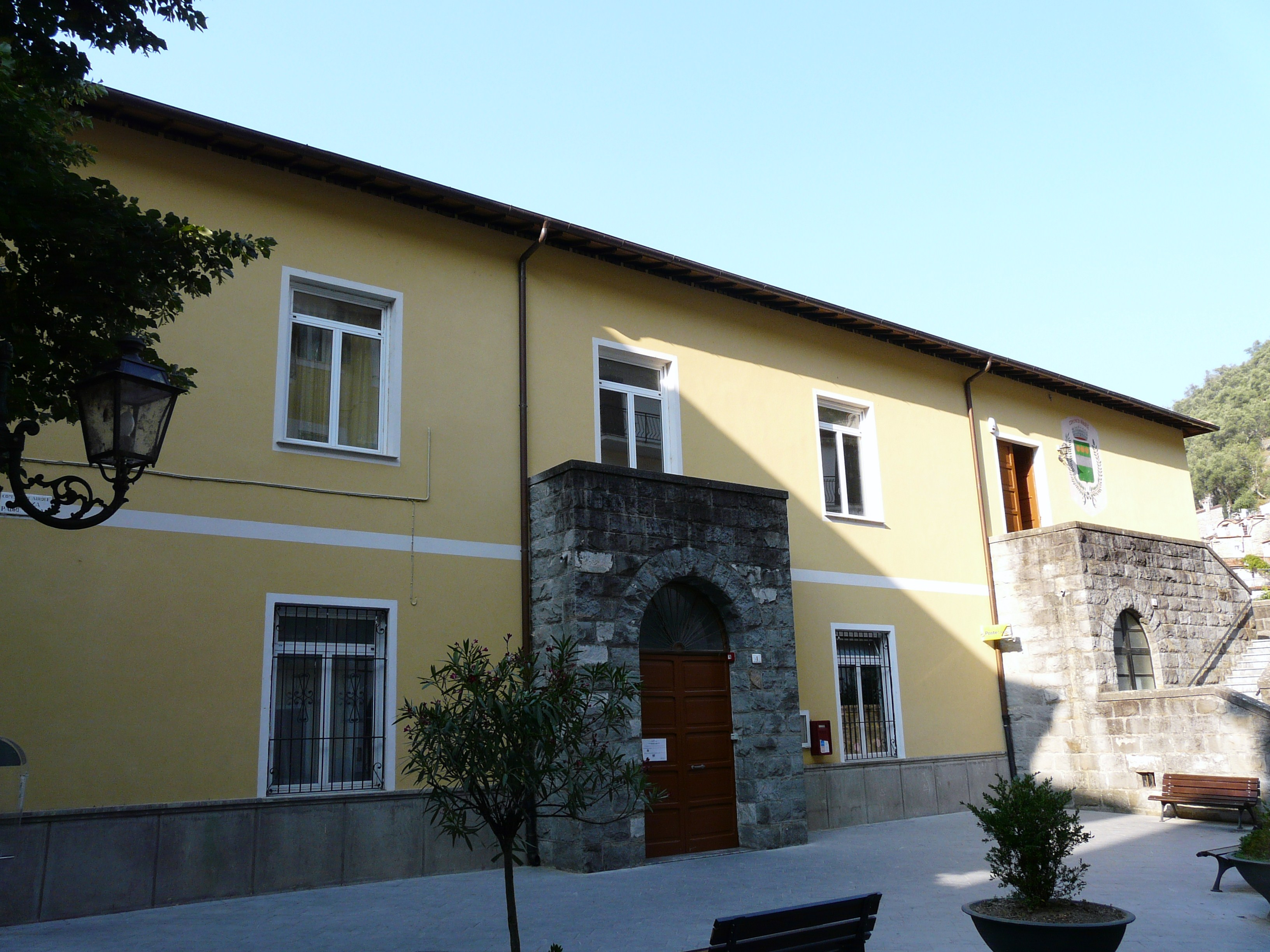
Il municipio

| Periodo        | Periodo        | Primo cittadino                   | Partito                         | Carica            | Note   |
| -------------- | -------------- | --------------------------------- | ------------------------------- | ----------------- | ------ |
| 1798           | 1798           | Giacomo Viale Carlo Maria Trucchi | Repubblica Ligure               | Agenti municipali |        |
| 1806           | 1814           | Bartolomeo Trucchi                | Primo Impero francese           | Maire             |        |
| maggio 1814    | n.p.           | Giobatta Trucchi                  |                                 | Capo anziano      |        |
| 1828           | n.p.           | Bartolomeo Trucchi                | Regno di Sardegna               | Sindaco           |        |
| 1945           | n.p.           | Vincenzo Molinari                 | Occupazione francese            | Sindaco           |        |
| 2 luglio 1985  | 3 giugno 1990  | Bartolomeo Trucchi                | DC                              | Sindaco           |        |
| 3 giugno 1990  | 17 maggio 1991 | Bartolomeo Trucchi                | DC                              | Sindaco           | [ 20 ] |
| 31 maggio 1991 | 24 aprile 1995 | Lorenzo Pallanca                  | DC                              | Sindaco           |        |
| 24 aprile 1995 | 14 giugno 1999 | Lorenzo Pallanca                  | lista civica                    | Sindaco           |        |
| 14 giugno 1999 | 14 giugno 2004 | Lorenzo Pallanca                  | lista civica                    | Sindaco           |        |
| 14 giugno 2004 | 8 giugno 2009  | Andrea Molinari                   | lista civica                    | Sindaco           |        |
| 8 giugno 2009  | 26 maggio 2014 | Fausto Molinari                   | Airole domani (lista civica)    | Sindaco           |        |
| 26 maggio 2014 | 26 maggio 2019 | Fausto Molinari                   | Airole domani (lista civica)    | Sindaco           |        |
| 27 maggio 2019 | 10 giugno 2024 | Maurizio Odoero                   | Vivere Airole (lista civica)    | Sindaco           |        |
| 10 giugno 2024 | in carica      | Andrea Molinari                   | Patto per Airole (lista civica) | Sindaco           |        |

### Altre informazioni amministrative

Posizione del comune di Airole nell'Unione dei comuni delle Valli Nervia e Roja e nella provincia di Imperia

Airole fa parte dell'Unione dei comuni delle Valli Nervia e Roja.